# Milhac
Milhac är en kommun i departementet Lot i regionen Occitanien i södra Frankrike. Kommunen ligger i kantonen Gourdon som tillhör arrondissementet Gourdon. År 2022 hade Milhac 199 invånare.

## Befolkningsutveckling
Antalet invånare i kommunen Milhac
| Referens: INSEE |